# رالي إيطاليا 2015
رالي إيطاليا 2015 هو سباق رالي أقيم في الفترة من يونيو 11 إلى 14 يونيو 2015 في ألغيرو، سردينيا. كان الجولة السادسة ضمن بطولة العالم للراليات موسم 2015. تكون الرالي من 23 مرحلة. فاز به سيباستيان أوجير.